# Hejbuty
Hejbuty (niem. Heybutten) – wieś w Polsce położona w województwie warmińsko-mazurskim, w powiecie giżyckim, w gminie Wydminy.
W latach 1975–1998 miejscowość administracyjnie należała do województwa suwalskiego.
We wsi zniszczony dwór z I poł. XIX wieku z fragmentami zabudowy folwarcznej i pozostałościami parku.